# Nemesnebojsza
Nebojsza (szlovákul: Nebojsa) Galánta városrésze, egykor önálló község Szlovákiában, a nagyszombati kerület Galántai járásában.

## Fekvése
Galántától 4 km-re északra fekszik.

## Története
A régészeti leletek alapján a császárkorban germán település volt a területén.
1405-ben említik először. 1439-ben Nürnbergi Hartmann fiai kapják adományul. A 15. században több kisebb birtokos család tulajdona, mint pl. Balogh, Bor, Nebojszai, Német, majd később az Arady. 1514 körül említik Arady de Neboysa Györgyöt. Az 1664-es török adóösszeírás csak "Ludas Pált és Fija Petört" említi. Iskolájának legkorábbi említése 1876-ból származik. 
Vályi András szerint "NEBOJSZA. Tót falu Poson Várm. földes Urai B. Perényi Uraság, lakosai katolikusok, fekszik Galantának szomszédságában, és annak filiája, határja ollyan mint Barakonyé."
Fényes Elek szerint "Nebojsza, tót falu, Poson vmegyében, Galanthatól 1/2 órányira: 271 kath., 4 evang. lak. Ut. p. Szered."
1920 előtt Pozsony vármegye Galántai járásához tartozott. 1960-ban Galántához csatolták.

## Népessége
1880-ban 267 szlovák és 65 magyar anyanyelvű lakosa volt.
1890-ben 347 szlovák és 70 magyar anyanyelvű lakosa volt.
1900-ban 323 szlovák és 99 magyar anyanyelvű lakosa volt.
1910-ben 437 lakosából 161 szlovák és 263 magyar anyanyelvű lakosa volt.
1921-ben 286 csehszlovák és 154 magyar lakosa volt.
1930-ban 356 csehszlovák és 36 magyar lakosa volt.
1941-ben 226 szlovák és 106 magyar lakosa volt.

## Nevezetességei
- Kastélyát a Balogh család építtette, későbbi tulajdonosai többször átépítették. Legradikálisabb átépítésére 1600 körül került sor, amikor erődítménnyé alakították át, hogy ellenállhasson a török támadásoknak. A legutóbbi időkben magántulajdonban volt, míg teljesen le nem rombolták.

## Külső hivatkozások
- Galánta város hivatalos oldala
- Nebojsza Szlovákia térképén
- A Balogh-kastély